# Kristen Dozier
Pour les articles homonymes, voir Dozier.
Kristen Dozier est une joueuse de volley-ball américaine née le 1er juillet 1988 à Washington DC. Elle mesure 1,88 m et joue au poste d'attaquante.

## Clubs
| Club                    | De        | À         |
| ----------------------- | --------- | --------- |
| Ohio State University   | 2006-2007 | 2008-2009 |
| Club Voleibol Tenerife  | 2010-2011 | 2010-2011 |
| Hapoël Ironi Kiryat Ata | 2011-2012 | 2011-2012 |
| Gigantes de Carolina    | jan 2012  | fév 2012  |
| Criollas de Caguas      | fév 2012  | mai 2012  |
| VfB Suhl                | 2012-2013 | 2012-2013 |
| Impel Wrocław           | 2013-2014 | 2013-2014 |

## Palmarès
- Championnat de Pologne
  - Finaliste : 2014.